# Cumaru do Norte
Cumaru do Norte este un oraș în Pará (PA), Brazilia.